# Интерпол
Международната организация на криминалната полиция, широко известна като Интерпол, (на английски: International Criminal Police Organization, INTERPOL) координира международното сътрудничество на полицейските органи в различните страни в борбата с криминалната престъпност. Седалището на Интерпол е в Лион, Франция. Тя е втората по големина политическа организация след Организацията на обединените нации по отношение на международното представителство,  с 196 държави членки към 2025 г.
Агенцията работи на четири езика – арабски, английски, френски и испански.

## Седалище и структура
Централата на Интерпол се намира в Лион, Франция. Освен това организацията разполага със следните основни офиси:
- Глобален комплекс за иновации – Сингапур
- Регионален център за Америка – Буенос Айрес, Аржентина
- Регионален център за Африка – Найроби, Кения

Всяка държава членка разполага с т.нар. Национално централно бюро (NCB), което служи като точка за контакт с Интерпол.

## Емблема
Сегашната емблема на Интерпол е приета през 1950 г. и се състои от следните елементи:
- земно кълбо, показващо дейността в световен мащаб;
- клонки на маслина, символ на мир;
- меч, представляващ полицейска акция;
- везни, които означават правосъдие.

## Възникване и история
През 1914 г. в Монако под патронажа на херцог Албер I е проведен Първият международен конгрес на криминалната полиция, на който представители от 14 страни обсъждат за първи път въпроса за координиране на усилията на полицейските органи в борбата с нарастващата престъпност. През Първата световна война този въпрос остава нерешен. През 1919 г. Ван Хутен – командващ кралския жандармерийски корпус на Нидерландия, предлага във всяка страна да бъдат създадени национални полицейски центрове, които да осъществяват постоянен контакт помежду си.
На 7 септември 1923 г. във Виена, на Втория международен конгрес на криминалната полиция, е създадена Международната комисия на криминалната полиция (International Criminal Police Commission, ICPC). Тя приема свой устав и задачи. Сред тях са да допринася за установяването на делови контакти между органите по охраната на реда в рамките на законите, действащи в отделните държави, и да се грижи за успешната работа на всички учреждения, натоварени да водят борба с криминалните престъпления. В Интерпол участват 17 страни. През 1932 г. тя вече има представители в над 30 страни. През 1938 г., след „аншлуса“ на Австрия към Германия, цялата документация на Комисията попада в ръцете на фашисткото правителство. Много от престъпниците са привлечени на работа в спецслужбите на Третия райх, а сътрудничеството в рамките на комисията е прекратено. Едва през 1946 г. на конгрес в Брюксел отново е заявена необходимостта от възобновяване на контактите, приети са временни решения за целите, задачите и принципите на действие.
На сесия във Виена през 1956 г. е приет нов Устав на комисията и тя започва да се нарича International Criminal Police Organization, съкратено INTERPOL. През 1966 г. Интерпол е признат от ООН като международна организация, през 1971 г. е признат като междуправителствена организация. На конгрес в Стокхолм през 1977 г. са внесени последните изменения в устава на Интерпол и той се превръща в междудържавна специализирана полицейска организация. През 1982 г. членки са 131 държави. През 1996 г. получава статут на наблюдател на сесиите и работата на Общото събрание на ООН. През 2008 г. в Санкт Петербург, Русия е проведена 77-ата редовна сесия на Общото събрание на Интерпол и е приета 187-ата държава членка – Ватиканът. През октомври 2009 г. е приета 188-ата държава членка – Самоа. Първата централа на Интерпол е в Париж, а по-късно – през 1989 г., е построено ново здание в Лион, Франция, където тя се помещава и в наше време.
Интерпол е втората по брой на държавите членки организация след ООН. Ползва се със статут на международна организация наблюдател на ООН, която е независима от правителствено влияние.

## Членове на Интерпол
В Интерпол членуват следните 196 държави: Афганистан, Албания, Алжир, Андора, Ангола, Ангуила, Антигуа и Барбуда, Аржентина, Армения, Аруба, Австралия, Австрия, Азербайджан, Бахами, Бахрейн, Бангладеш, Барбадос, Беларус, Белгия, Белиз, Бенин, Бермуда, Бутан, Боливия, Босна и Херцеговина, Ботсвана, Бразилия, Британски Вирджински острови, Бруней, България, Буркина Фасо, Бурунди, Камбоджа, Камерун, Канада, Кабо Верде, Каймански острови, Централна Африканска Република, Чад, Чили, Китай, Колумбия, Коморски острови, Конго, Конго Демократична република, Коста Рика, Хърватия, Куба, Кюрасао, Кипър, Чехия, Кот д'Ивоар, Дания, Джибути, Доминиканска република, Еквадор, Египет, Ел Салвадор, Екваториална Гвинея, Еритрея, Естония, Етиопия, Фиджи, Финландия, Бивша Югославска Република Македония, Франция, Габон, Гамбия, Германия, Гана, Гибралтар, Гърция, Гренада, Гватемала, Гвинея, Гвинея Бисау, Гвиана, Хаити, Хондурас, Хонг Конг, Унгария, Исландия, Индия, Индонезия, Иран, Ирландия, Израел, Италия, Ямайка, Япония, Йордания, Казахстан, Кения, Южна Корея, Кувейт, Киргизстан, Лаос, Латвия, Ливан, Лесото, Либерия, Либия, Лихтенщайн, Литва, Люксембург, Макао, Мадагаскар, Малави, Малайзия, Малдиви, Мали, Малта, Маршалови острови, Мавритания, Мавриций, Мексико, Молдова, Монако, Монголия, Черна Гора, Монсерат, Мароко, Мозамбик, Мианмар, Намибия, Науру, Непал, Нидерландия, Нова Зеландия, Никарагуа, Нигерия, Нигер, Норвегия, Оман, Пакистан, Панама, Папуа Нова Гвинея, Палестина, Парагвай, Перу, Филипини, Полша, Португалия, Катар, Румъния, Русия, Руанда, Самоа, Сан Марино, Сао Томе и Принсипи, Саудитска Арабия, Сенегал, Сърбия, Сейшели, Сиера Леоне, Сингапур, Синт Мартен, Словакия, Словения, Соломонови острови, Сомалия, Южна Африка, Южен Судан, Испания, Шри Ланка, Сейнт Китс и Невис, Сейнт Лучия, Сейнт Винсент и Гренадини, Судан, Суринам, Свазиленд, Швеция, Швейцария, Сирия, Таджикистан, Танзания, Тайланд, Източен Тимор, Того, Тонга, Тринидад и Тобаго, Тунис, Турция, Туркменистан, Търкс и Кайкос, Уганда, Украйна, Обединени Арабски Емирства, Великобритания, Уругвай, Узбекистан, Ватикана, Венецуела, Виетнам, Йемен, Замбия, Зимбабве, Република Палау.

## Цели и Дейности
- Споделяне на информация: управлява 19 глобални бази данни, включително за издирвани лица, криминални инструменти, биометрия и т. н.
- Система за нотификации: Reddit–червени известия (ред Нотифай), оранжеви, сребърни – информират за издирвани лица, престъпни методи и финансови прагове.

- Оперативна подкрепа: оказва съдействие на местни полицаи при арести, изземвания и международни акции – пример: операцията срещу крадените артефакти “Pandora IX”.

Основната цел на Интерпол е взаимодействие и подпомагане на нейните членове в борбата с престъпността – корупция, тероризъм, наркотрафик, подправяне на парични знаци (фалшификация на пари) и електронни банкови карти, престъпления против личността, престъпления против собствеността, нелегална търговия с огнестрелни оръжия и материали с двойно предназначение, от които може да се създаде оръжие за масово унищожение, кражба и незаконна търговия на произведения на изкуството, компютърни престъпления и т.н. Служителите на страните, които членуват в организацията, работят съвместно и използват 4-те официални езика – английски, арабски, испански и френски. През 1997 г. ООН и Интерпол подписват споразумение за сътрудничество, а през 2005 г. е приет първият съвместен документ, посветен на „Ал Каида“ и талибаните.
Конституцията на Интерпол строго забранява на организацията да се намесва в политически, военни, религиозни или расови спорове в суверенните държави.

### Интерпол в борбата с трафика на наркотици
Интерпол дава възможност за тясно сътрудничество с разузнавателните служби на други държави, тъй като незаконният бизнес с наркотици има транснационален характер. При борбата с трафика на наркотици в световен мащаб, генералният секретариат участва активно с разработването и внедряването на международни полицейски проекти. В края на 90-те години на 20. век Интерпол създава проекта „EXIT“, който цели организацията да координира и анализира информация за конфискациите на екстази в света. С този проект Интерпол постига голям успех, тъй като в процеса на разследване и анализирането на идващата от различни страни информация се установява, че при незаконния трафик на екстази участват международни престъпни организации, картели от Централна и Северна Америка, азиатски синдикати, карибски и африкански престъпни мрежи и др.

### Интерпол в борбата с икономическата престъпност
Икономическите престъпления причиняват огромни щети на интересите на държавите, като държавният бюджет се лишава от значителни приходи, пречат на производството, стимулират инфлацията, отклоняват валутните ресурси и инвестициите и др. Към тези престъпления се отнасят: нарушаване на правилата за свободна конкуренция, измами при пенсионното обезпечаване и социалната сигурност, измами с инвестиции, компютърни престъпления, злоупотреби в търговския и финансов сектор на икономиката и др.
Интерпол участва активно в превенцията и борбата срещу икономически престъпления. През 1997 г. основният обсъждан въпрос на 66-ата сесия на Общото събрание на IPCO е бил проблемът с борбата срещу прането на пари. През 2001 г. в Генералния секретариат се създава специализирано звено – „Отдел на финансови и високо технологични престъпления“, където се работи по престъпления като: нарушения на правото на интелектуалната собственост, изпирането на пари и използването на карти от пластика за разплащателни операции.

### Интерпол в борбата срещу фалшификация на парични знаци
Фалшифицирането на пари е проблем, залегнал още при възникването на Интерпол, и до голяма степен засяга неговото формиране. На 20 април 1929 г. в Женева е приета Международна конвенция за борба с подправянето на парични знаци, която в продължение на много години е определяща за цялостната политика на международно сътрудничество по въпросите, свързани с фалшификацията. При анализиране на наказателните дела с най-качествена изработка на фалшиви пари и използването на най-модерното оборудване за фалшификация се открояват Турция, Азия, Русия, Молдова, Унгария и Полша.
През 1950 г. става постоянен работещ орган, който действа и представлява името на международната общност на страните членки в борбата с престъпления от този вид. Към компетенциите и дейността на Интерпол по този въпрос се отнасят: набавянето и разпространението на информация, касаеща настъпили промени в паричните системи в света; съхранение и записи на случаи при които е установена фалшификация, също и трафиканти и производители на ценни книжа и фалшиви пари; непрекъснато проучва начините и подходите с които става възможна фалшификацията, с което цели разработването на защитни мерки; изследва фалшивите пари с цел да установи общия източник и произхода му; дава препоръки на държавите членки, които работят в защита срещу фалшифицирането и с които се усложнява изготвянето на ценни книжа и банкноти в технологичен аспект, а също и препоръки, които засягат въпросите за регулиране на фалшификацията на национално и международно ниво; организира мероприятия с които се доразвива и повишава професионалното ниво на полицейските служители.
През 1969 г. на 5-ата Международна конференция на Интерпол се приема резолюция, която задължава полицията да събира документация, както и да следи за технически постижения в индустрията на печат.
По-късно през 1997 г. на 8-ата международна конференция е взето решение да се създаде централна банка на данни за идентификация на цветни копиращи машини, като допълнение към съществуващите банки за данни.
Интерпол създава специална процедура за събиране и предоставяне на информация – при изземване на фалшиви банкноти страните изпращат съобщение на Интерпол чрез радиоканали или телефакс. След като е постъпила повече информация в Главния секретариат в рамките на един месец, служителите на секретариата я изпращат на националните служби.
Днес двете основни области в борбата срещу фалшификация, по които работи Интерпол, са: идентифициране на лицата, занимаващи се производство и продажба на фалшиви пари, както и ликвидирането на центрове, доставящи в обращение фалшиви банкноти.

### Интерпол и борбата срещу тероризма
В проведени конгреси през 1985 г. и 1990 г. се посочват 2 вида тероризъм: „Международен тероризъм“ – проведен и организиран от една държава срещу друга и „Вътрешен тероризъм“ – проведен и организиран на територията на една държава от нейните граждани. Актовете на вътрешния тероризъм са разделени на: общонаказателни и вътрешнополитически.
Интерпол в борбата срещу тероризма има ограничени възможности, което прави участието ѝ специфично. В Устава на организацията се казва, че вътрешнополитическите актове на вътрешния тероризъм са „затворени“ за Интерпол, а в общонаказателните актове организацията може да участва частично.
През 1951 г. в Лисабон е приета резолюция „Искания за международни разследвания“, в която се посочва, че лидерите на Националните централни бюра и всички членове на организацията нямат право да предоставят информация и да търсят престъпници, където са засегнати престъпления от расов, религиозен и политически характер. Няколко години по-късно, през 1956 г., тази норма заема важно място в Устава на Интерпол при неговото приемане.
През 1972 г. на сесия на Общото събрание на Интерпол се приема резолюция – „Заложници и изнудване“. която препоръчва сътрудничество на двустранна основа при използването на механизма на организацията рамките на Устава ѝ. Вследствие от тази резолюция в сферата на терористичните актове са разработени множество документи за сътрудничество между Националните централни бюра и структурните отдели на Интерпол.
През 1986 г. е създадена специална структурна единица ТЕ в състава на Генералния секретариат, представляваща малка група за борба с тероризма.
Въпреки ограничените първоначални възможности на Интерпол, трябва да бъде отбелязано активното участие на организацията в борбата на световната общност с актовете на тероризъм. В сесиите на Общото събрание се представят годишните отчети „Борба с тероризма“ на еднакво ниво със задължителните отчети за борба с трафика на наркотици, фалшифициране на банкноти и нарушения, свързани с интелектуалната собственост.

## Принципи на организацията
- спазване на човешките права;
- интегритет на общностите;
- бързина и качество на обмен на информация:
- осигуряване на възможност за предвиждане на бъдещи ситуации.

## Основни функции на Интерпол
- Предоставяне на база данни и оперативни информационни услуги на полицейските управления на страните членки; Полицейско развитие и обучение;
- Сигурни полицейски комуникационни услуги в глобален аспект;
- Оперативни поддържащи услуги в сферата на полицията;
- Интерпол развива системата I–24/7 с цел бързо и сигурно да се обменят данни и информация между полицейските управления. Тази система представлява глобална мрежа, свързваща Генералния секретариат на Интерпол, Националните централни бюра и регионалните офиси, като създава бърз достъп до базата данни на организацията. За да осигури пълен достъп до системата Интерпол развива и други услуги, като MIND/ FIND, които представляват технически услуги, даващи следните предимства при използването им:
- достъп до международната база данни – където информацията бива непрекъснато актуализирана и може да бъде достъпна веднага; системата е високо защитена;
- обединяване на вече съществуващи системи – използването на системата не налага специално обучение; лесно приспособима е към всички държави и няма езикови бариери при търсенето на информация.

Чрез I-24/7 Интерпол ръководи няколко различни бази данни в различни държави: заподозрени терористи, пръстови отпечатъци, ДНК експертизи, снимки на заподозрени в престъпления с деца; откраднати документи, крадени творби на изкуството и MIND/FIND.

## Конституция
Ролята на Интерпол се определя от общите разпоредби на конституцията. 
В член 2 се посочва, че ролята му е:
1. Да осигури и насърчи възможно най-широка взаимна помощ между всички наказателни полицейски органи в рамките на законите, съществуващи в различни страни и в духа на Общоприетата декларация за правата на човека .
2. Установяването и развиването на всички институции, които могат да допринесат ефективно за предотвратяването на обикновените законови престъпления.
3. Строго забранено е за организацията да предприема каквато и да е намеса или дейност в политически, военен, религиозен или расов характер.

## Структура
Интерпол се състои от следните структурни звена.
- Общо събрание (Генерална асамблея) – висш орган. В него участват делегати от всички страни членки на Интерпол. Общото събрание приема най-важните решения, засягащи общата политика, ресурсите, необходими за международното сътрудничество, методите на работа, финансирането и програмата на мероприятията. Заседанията са закрити, обикновено са веднъж годишно и всяка страна членка има право на 1 глас. Всички решения се вземат с обикновено мнозинство. Работата на Асамблеята се организира от Изпълнителния комитет.
- Изпълнителен комитет – състои се от 13 члена: президент, 3 вицепрезиденти и 9 делегати. Обикновено Изпълнителният комитет заседава 3 пъти годишно. Той осъществява избора на президент (с мандат от 4 г. без право на повторно избиране). Първият президент е Йохан Шобер. На 77-ата асамблея през октомври 2008 г. в Санкт-Петербург за президент е избран началникът на сингапурската полиция Ку Бун Хюи. Изпълнителният комитет следи за изпълнението на решенията на Общото събрание, подготвя работни програми и проекти, контролира работата на Генералния секретариат.
- Генерален секретариат – постоянно действащ орган, който се намира в Лион, Франция. Работи денонощно, без почивни дни. Има 7 регионални офиса: в Аржентина, Камерун, Ел Салвадор, Кения, Тайланд, Зимбабве и Кот д'Ивоар. Привежда в изпълнение решенията на Общото събрание и Изпълнителния комитет. Представлява Интерпол, действа като специализиран информационен център, извършва международни разследвания, поддържа връзка с националните и международни организации. Състои се от: Служба на генералния секретар, Административен отдел, Полицейски отдел, Научноизследователски отдел и Технически отдел. Генералният секретар се избира на всеки 5 г. Той е основна фигура в Интерпол, участва в приемането на всички решения и следи за тяхното изпълнение. През 2010 г. американецът Робърт Нобъл, който е генерален секретар на Интерпол през последните 10 г., е преизбран на поста за още 1 мандат.
- Национални централни бюра (НЦБ) – всяка държава, която членува в МОКП (Интерпол), изгражда НЦБ на своята територия. Основната функция на бюрата е координация на взаимодействието и обмена на информация между държавите членки на организацията и Генералния секретариат. Всяко бюро изгражда и поддържа собствени информационни фондове. Председателят на Общото събрание и генералният секретар са със статут на държавен глава.

## Принципи на сътрудничество в Интерпол
- Първи принцип – В сътрудничеството могат да вземат участие всички органи, към които компетенции се отнасят: разследване и разкриване на престъпления, както и издирване на престъпници;
- Втори принцип – сътрудничеството на национално равнище трябва да се базира на сериозна правна и организационна основа, като за това е необходимо създаването на национални централни бюра, осигуряващи денонощно сътрудничество;
- Трети принцип – Сътрудничеството трябва да бъде взаимно и постъпването на всички молби от партньори, задължително трябва да бъдат изпълнени от Генералния секретариат;
- Четвърти принцип – Сътрудничеството на държавите в Интерпол е необходимо да бъде осъществявано само по дела за криминални престъпления. Съгласно чл. 3 от Устава, организацията има право да оказва помощ само по дела от расов, военен, религиозен или политически характер.

## 2014 г.: Руска намеса в Украйна
На 25 юли 2014 г., въпреки Конституцията на Интерпол, забраняваща им да предприеме каквото и да интервенция или дейност от политически или военен характер, украинският националистически полувоенен лидер Дмитрий Ярош бе поставен в международния интерполски списък на руските власти, което го прави единственият човек, който иска международност след началото на конфликта между Русия и Украйна през 2014 г. Интерпол отказва да пусне бившия президент на Украйна Виктор Янукович в списъка на издирваните като заподозрян в масовите убийства на протестиращи по време на Евромайдан. В крайна сметка Янукович е поставен в списъка на издирваните от 12 януари 2015 г. Въпреки това на 16 юли 2015 г. след намесата на Джоузеф Хадж Ааронсън, британското разследване, поръчано от бившия украински президент Янукович, е спряно в очакване на по-нататъшно разглеждане. Според фондацията Open Dialog, Русия и други бивши съветски републики, като Азербайджан, Беларус и Казахстан, често злоупотребяват със системата на Интерпол. Доклади на фондацията цитират 44 политически мотивирани случаи, които са преминали през системата на Интерпол. От тях 18 случая са с произход от Русия, 10 в Казахстан и 5 в Беларус. 

## Ръководство на Интерпол
В обхвата на ръководството на Интерпол са Изпълнителният комитет и Генералната асамблея, като начело на ръководството стои президентът на комитета, който се избира за срок от четири години от Генералната асамблея чрез таен вот, който трябва да се състои от 2/3 от кворума. Възможно е да се премине към гласуване с обикновено мнозинство при невъзможност за събиране на 2/3 мнозинство при два поредни случая.
Президентът се избира според три основни критерия, които се основават на географски принципи: президентът трябва да идва от друг континент спрямо останалите; президентът, вицепрезидентите, както и всички членове, трябва да са от различни държави, и не на последно място е спазването на принципа, който бива възприет в Каракас на 33-тата годишна асамблея – Европа, Африка, Азия и Северна и Южна Америка.
Към задълженията на президента се отнасят: да ръководи заседанията както на комитета, така и на асамблеята; поддържа постоянна връзка с Генералния секретар и регулира дейността на секретариата.
Вицепрезидентите се избират само с обикновено мнозинство за мандат от три години. Всяка от държавите членки има право на един глас, изключение правят случаите в които държава членка не е платила задължителната си годишна вноска към бюджета. В тези случаи следва да ѝ бъде отнето правото на гласуване, правото на следващи срещи на Генералната асамблея да бъде представяна от свои делегати, също и губи правото при издигане на кандидатури за изпълнителни органи. Друго задължително условие е да има присъствие на Генералната асамблея на един представител от държавата член.
Както президентът, така и вицепрезидентите, не могат да бъдат преизбирани за същия пост веднага след като са приключили мандата си, както и да се кандидатират за постове на делегати в Изпълнителния комитет.
Всяка държава, която е член на Генералната асамблея, е представлявана от един или повече делегати. Делегатите обикновено са доказани специалисти в областта на вътрешните работи, официални лица от структурите на Интерпол, както и висши офицери от министерствата на вътрешните работи. При избори, ако двама делегати, които се кандидатират за членове на комитета, съберат еднакъв брой гласове, се налага да се проведат втори избори, при които ако отново гласовете им са равни, и двамата биват отстранени. Правомощията на делегатите могат да бъдат прекъснати при определени случаи като смърт, тежко заболяване, както и при продължителна невъзможност за изпълнение на задълженията им. Мандатът на членовете на комитета е до края на годината, в която е избран нов член на негово място от асамблеята.
Изпълнителният комитет предлага назначенията на персонал за Главния секретариат, а асамблеята одобрява кандидатурите. Съставът на Главния секретариат е от високо квалифицирани полицейски работници с големи възможности и опит, които отговарят за административната и техническа работа в организацията. Както членовете му, така и главният секретар, могат да бъдат преизбирани до навършването на шестдесетгодишна възраст. При извънредни случаи може асамблеята да одобри нов секретариат.

## Съветници
Съветниците се избират между личности, които имат международна известност с разработките си и се ползват с достатъчно голям авторитет. Определянето им се извършва от Изпълнителния комитет за срок от три години, като то става окончателно след регистриране от Генералната асамблея, също и оттеглянето на съветник става по нейно усмотрение. Няколко съветника могат да бъдат от една и съща държава.
Интерпол се допитва до съветници по въпроси, свързани с изучаването на научни проблеми. Тяхната функция е само на консултативна. С предварително разрешение на президента имат право да присъстват на заседания на Изпълнителни комитет, както и да участват в дискусии по време на асамблея. Както поотделно, така и като цялостен орган имат право да дават консултации и конкретни професионални предложения и мнения за духовния и научен аспект на организацията, също и за дейността ѝ.

## България в Интерпол
България става член на Интерпол през 1989 г. Със заповед на Директора на полицията в Република България от 15 януари 1990 г. е изградено Национално централно бюро, което е представител на Интерпол в страната.
Други европейски страни, които работят по същите стандарти, са Германия, Андора, Белгия, Дания, Русия, Финландия, Франция, Гърция, Люксембург, Монако, Португалия и Словакия.
На 67-ата сесия на Общото събрание на Интерпол, проведена в Кайро, е отчетено, че България има НЦБ, което е най-ефективно сред всичките 45 европейски бюра.

## Финансиране на Интерпол
Интерпол се финансира основно чрез годишни вноски от държавите членки, чийто размер зависи от икономическата тежест на съответната страна.
- финансова помощ от членовете на организацията;
- дарения, средства от завещания и други.
- През 2013 г. приходите от дейността на Интерпол са €78 милиона, от които 68% се внасят от страни членки, най-вече под формата на законови вноски (67%) и 26% идват от външно финансиране на проекти, частни фондации и търговски предприятия. Финансовите приходи и възстановените разходи са 6% от общия брой. От 2004 до 2010 г. Интерпол има външен одитор в лицето на френската Сметна палата. През ноември 2010 г. Сметната палата е заменена от Офиса на главния одитор на Норвегия за срок от три години, с опция за още три години.
- През 2024 г. бюджетът на организацията възлиза на 94 милиона евро. Освен това се приемат доброволни дарения и финансиране по проекти.

## Стратегически рамки (2022-2025)
Интерпол работи по четири стратегически цели:
1. Надеждна и сигурна информационна мрежа
2. Партньорства с публични и частни организации
3. Технологични иновации (напр. дигитална трансформация, ИИ инструменти)
4. Усъвършенстване на организационната структура и ресурси

## Иновационен център
В Сингапур Интерпол разполага с хъб за иновации, оборудван с:
- подводни дронове, 3D скенери, роботизирани кучета
- дигитална криминалистика – анализ на микроелектроника от смартфони/автомобили
- изследване на „ghost guns“ – 3D-печатни оръжия

## Последни акции и инициативи
- Глобализация на Scam центровете: до март 2025 г. жертви от над 66 страни са били въвлечени в трафик за онлайн измами; наблюдават се нови хъбове в Западна Африка и Близкия изток.
- Киберпрестъпност в Африка: в Западна и Източна Африка киберпрестъпленията представляват над 30% от всички регистрирани престъпления; сред заплахите – рансъмуер, phishing, sextortion.
- Операция “Secure”: между януари и април 2025 г. бяха неутрализирани над 20 000 злонамерени IP, запорирани 41 сървъра, арестувани 32 заподозрени.
- Pangea XVII: от декември 2024 до май 2025 г. са задържани 769 души и са конфискувани медикаменти на стойност 65 милиона долара. Борба с детска сексуална експлоатация: арестувани 20 лица в 12 страни, разкрита мащабна мрежа.

- Конференция в Европа: 52-рото Европейско регионално събиране се проведе в Атина (2–4 юни 2025).

## Иновации и киберсигурност
С нарастването на заплахите, свързани с изкуствения интелект и киберпрестъпността, Интерпол инвестира в иновационни програми. В Сингапур действа Интерполовата иновационна лаборатория, където се разработват нови инструменти за разследване на онлайн престъпления, deepfake измами и AI-базирани заплахи.